# Zoe Fleck
Zoe Jenellen Fleck (* 29. September 2000 in Panorama City, Kalifornien) ist eine US-amerikanische Volleyballspielerin.

## Karriere
Fleck spielte in ihrer Jugend Volleyball an der Sierra Canyon School in Chatsworth, Kalifornien. Von 2018 bis 2020 war sie für die „UCSB Gauchos“ an der University of California, Santa Barbara und von 2020 bis 2022 für die „UCLA Bruins“ an der University of California, Los Angeles aktiv. Anschließend wechselte die Libera zu den „Texas Longhorns“ an der University of Texas at Austin. Im Januar 2023 wurde Fleck vom deutschen Bundesligisten USC Münster bis 2024 verpflichtet. Danach kehrte sie zurück in die USA zu LOVB Austin.